# رادچه
رادچه (به آلمانی: Ratschach)  در اسلوونی با جمعیت ۲٬۱۶۸ نفر است.